# Francesc Xavier Ciuraneta Aymí
Francesc Xavier Ciuraneta Aymí (La Palma de Ebro, provincia de Tarragona, 12 de marzo de 1940-Ibídem, 11 de noviembre de 2020) fue un eclesiástico español que fue obispo de Menorca (1991-1999) y obispo de Lérida (1999-2007), cuando hubo de renunciar al cargo por una enfermedad de Parkinson.

## Biografía

### Biografía
Recibió su ordenación sacerdotal el 28 de junio de 1964, en Tortosa. El 12 de junio de 1991 es nombrado por Juan Pablo II, obispo de Menorca. El 14 de septiembre de ese año recibe la ordenación episcopal de manos de Mario Tagliaferri, nuncio en España. Ocho años después, el 29 de octubre de 1999, Juan Pablo II lo nombra obispo de Lérida. La toma de posesión en la catedral de la capital ilerdense se produce el 19 de diciembre de 1999. A causa del enfermedad de Parkinson, presentó su renuncia, que fue aceptada por Benedicto XVI el 8 de marzo de 2007. Ese año recibió la Cruz de Sant Jordi otorgada por la Generalidad de Cataluña.

### Actividad pastoral como obispo
En la diócesis de Menorca, presidió la Asamblea Diocesana (1996-97), e impulsó la instrucción del proceso diocesano de beatificación de los mártires de la persecución religiosa española (1931-1939), que finalizó desde la diócesis de Lérida.
En la diócesis de Lérida, impulsó la construcción del nuevo edificio de Cáritas diocesana, la remodelación de la Academia Mariana y de la obra histórica «Arrels cristianes de Lleida». También participó en la construcción de la Casa de Espiritualidad, las parroquias de Santa Teresa Jornet y de San Antonio María Claret, en Lérida capital.
Durante su actividad pastoral en la diócesis ilerdense, continuó el conflicto de los bienes de la Franja, que había comenzado años antes y que permanece pendiente de resolución. Pasó sus últimos años en la Palma de Ebro, su pueblo natal de las Tierras del Ebro.